# Antonio Canevari
Antonio Canevari (né à Rome en 1681 et mort à Naples en 1764) est un architecte italien des périodes rococo et néoclassique .

## Biographie
Antonio Canevari s'est formé avec un architecte peu connu du nom d'Antonio Caleri et a commencé son activité  à Rome avant de partir d'abord à Lisbonne en 1725, puis à Naples. À Rome, à l'âge de 22 ans, il remporte un concours de design de l' Accademia di San Luca . Il a participé à la conception de la Chiesa delle Stimmate et à la reconstruction de l'église  Santi Giovanni e Paolo. Il a fourni des plans (non utilisés) pour la restructuration de Basilique Saint-Jean-de-Latran et a concouru avec Filippo Juvarra, Nicola Michetti pour le projet de rénovation de la sacristie de la basilique Saint-Pierre.
Au Portugal, il a participé à la construction de l' Aqueduto das Águas Livres, un aqueduc alimentant la ville de Lisbonne ; une grande partie de son œuvre a été détruite par le tremblement de terre de Lisbonne en 1755. Ses autres œuvres comprennent les tours de l' Université de Coimbra et du Palais Royal. 
À Naples, il a travaillé sur le palais royal de Capodimonte et celui de Portici et  les dessins de la Porta Nuova.